# Seč (district de Plzeň-Sud)
Pour les articles homonymes, voir Seč.
Seč (en allemand : Setsch) est une commune du district de Plzeň-Sud, dans la région de Plzeň, en République tchèque. Sa population s'élevait à 318 habitants en 2022.

## Géographie
Seč se trouve à 3 km à l'ouest du centre de Blovice, à 20 km au sud-est de Plzeň et à 87 km au sud-ouest de Prague.
La commune est limitée par Chlum et Zdemyslice au nord, par Blovice à l'est, par Chocenice et Letiny au sud, et par Únětice à l'ouest.

## Histoire
La première mention écrite de la localité date de 1319.

## Galerie

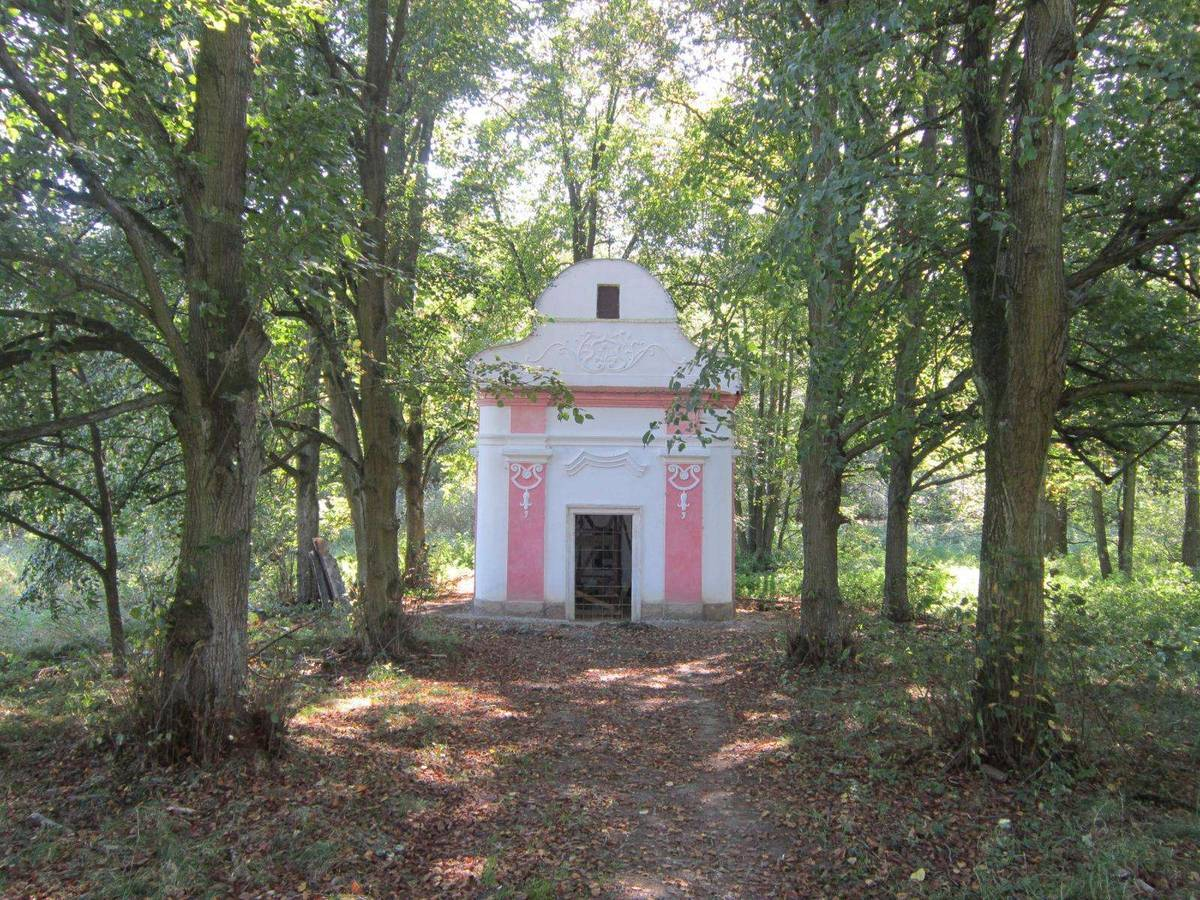
Chapelle Sainte-Barbara.
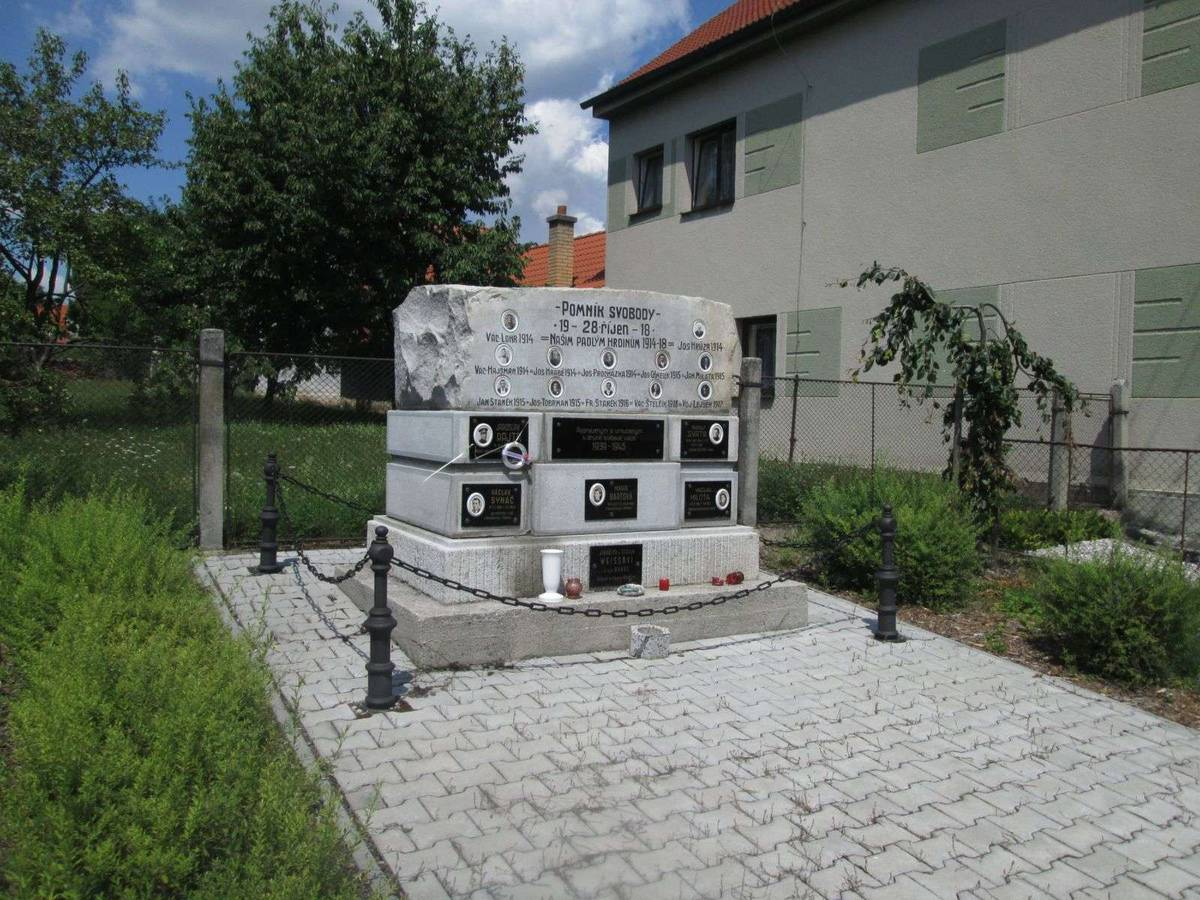
Seč : monument aux morts.

## Transports
Par la route, Seč se trouve à 3 km du centre de Blovice, à 24 km de Plzeň et à 104 km de Prague. 